# 大头针

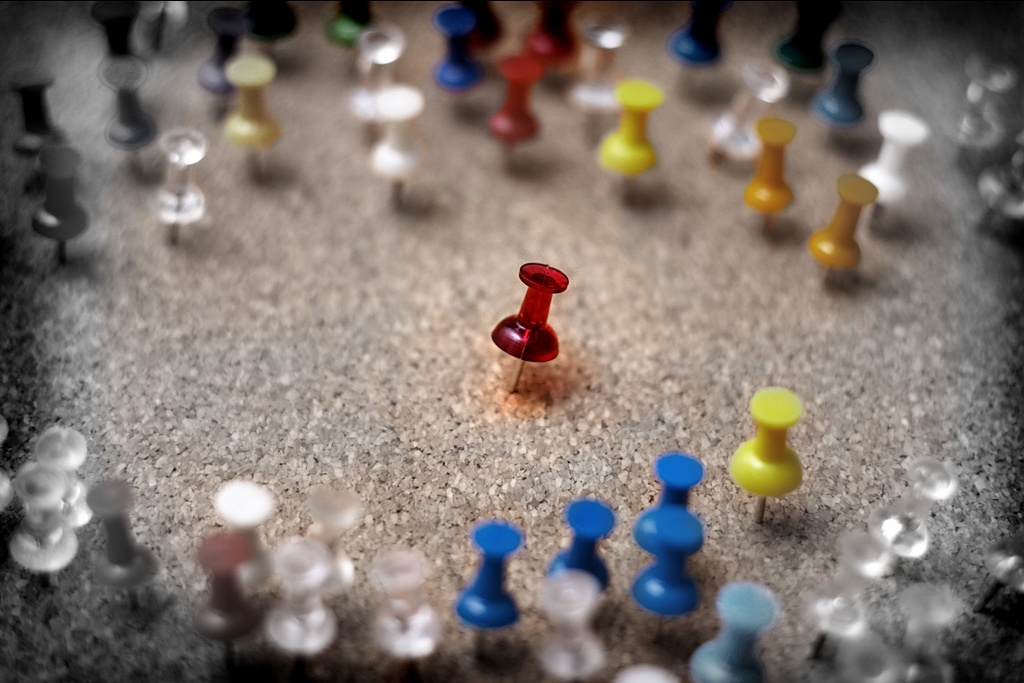
常见的一种摁钉

大头针是一种用来固定物件的生活用品，因一端较大而另一端较尖细而得名。大头针的较尖端主要由金属针制成，较大端则用塑料、橡胶等物制成。大头针与钉子相似，有时也被直接称为“钉子”，但实际上二者的区别在于大头针仅需要手即可固定。